# Zoombira
 (mai 2025).
Motif : Absence de sources
- Archive Wikiwix
- Bing
- Cairn
- DuckDuckGo
- E. Universalis
- Gallica
- Google
- G. Books
- G. News
- G. Scholar
- Persée
- Qwant
- (zh) Baidu
- (ru) Yandex
- (wd) trouver des œuvres sur Wikidata

| 1. | Préciser le motif de la pose du bandeau. | Précisez le motif de la pose du bandeau en utilisant la syntaxe suivante : {{admissibilité à vérifier\|date=mai 2025\|motif=remplacez ce texte par le motif}}                 |
| 2. | Informer les utilisateurs concernés.     | Pensez à avertir le créateur de l'article, par exemple, en insérant le code ci-dessous sur sa page de discussion : {{subst:avertissement admissibilité à vérifier\|Zoombira}} |

Zoombira est une série de dix romans pour la jeunesse, écrits par le Québécois Richard Petit.

## Synopsis
L'histoire se déroule dans un futur plutôt sombre de la terre. Pendant plusieurs millions d'années, les continents de la planète se sont rejoints pour ne former qu'une seule grande masse de terre entourée d'eau, appelée l'atoll de Zoombira. Celle-ci est divisée en 9 contrées : Lagomias, Egyptios, Japondo, Azteka, Romia, La contrée oubliée, Indie, Greccia et Drakmor. Pour se protéger des envahisseurs, ces civilisations ont érigé une grande quantité de mur jusqu'à créé au fil du temps un énorme labyrinthe presque infranchissable.
Khonte Khan, un guerrier démoniaque de la contrée de Drakmor, a décidé de conquérir tous les peuples de l'atoll. C'est alors que trois jeunes de la contrée de Lagomias (Tarass, Kayla et Trixx) décident de partir pour contrer les plans de Khan. Au fil de leurs passages à travers différents pays, les trois aventuriers récolteront des sifflets qu'ils utiliseront le moment venu afin de convoquer les différents peuples pour ceux-ci viennent les aider lors de la bataille finale.

## Composition de la série
1. Le Labyrinthe des mondes, Boomerang éditeur jeunesse, Terrebonne, 2006, 256 p.,  (ISBN 978-2-89595-178-0).
2. La Pyramide des Maures, Boomerang éditeur jeunesse, Terrebonne, 2006, 256 p.,  (ISBN 978-2-89595-176-6).
3. Le Katana de Jade, Boomerang éditeur jeunesse, Terrebonne, 2006, 256 p.,  (ISBN 978-2-89595-177-3).
4. Le Dernier Soleil, Boomerang éditeur jeunesse, Terrebonne, 2007,  255 p.,  (ISBN 978-2-89595-226-8).
5. Les Gladiateurs de Romia, Boomerang éditeur jeunesse, Terrebonne, 2007, 256 p.,  (ISBN 978-2-89595-227-5).
6. L'Ère des ténèbres, Boomerang éditeur jeunesse, Terrebonne, 2007, 256 p.,  (ISBN 978-2-89595-228-2).
7. Les Yeux de la méduse, Boomerang éditeur jeunesse, Terrebonne, 2008, 256 p.,  (ISBN 978-2-89595-335-7).
8. Dans les pièges de Shiva, Boomerang éditeur jeunesse, Terrebonne, 2008, 256 p.,  (ISBN 978-2-89595-336-4).
9. La Victoire de Drakmor, Boomerang éditeur jeunesse, Terrebonne, 2008, 256 p.,  (ISBN 978-2-89595-337-1).
10. Odyssée contre la mort, Boomerang éditeur jeunesse, Terrebonne, 2009, 256 p.,  (ISBN 978-2-89595-337-1).

## Personnages

### Tarass Krikom
Tarass Krikom, surnommé « le ravageur » progressera vers la contrée de Drakmor armé du bouclier de Magalu afin de vaincre Khonte Khan et de délivrer une fille du nom de Ryanna, celle qu'il aime et qui a été enlevée. À l'aide de la pierre de chimère (un œil fixé à son torse), il pourra déceler les différents obstacles sur son chemin.

### Kayla Xiim
Kayla Xiim est l'apprentie de Marabus, un grand mage. Durant la quête, elle utilisera des puissants mandalas magiques pour jeter des sorts à ses ennemis, entre autres. En secret, Kayla éprouve des sentiments amoureux envers Tarass.

### Trixx Birtoum
Trixx Birtoum, surnommé «bleu» à cause de la couleur de sa peau et de ses cheveux, est un «morphom». C'est-à-dire qu'il peut se transformer en toute créature vivante.